# Chute libre (roman de Robert Muchamore)
Cet article concerne le roman de Robert Muchamore. Pour le roman de Carol Higgins Clark, voir Chute libre.
Pour les articles homonymes, voir Chute libre.
Chute libre (titre original : The Killing) est le 4e tome de la série pour la jeunesse CHERUB, écrit par Robert Muchamore.

## Résumé
James Adams est en difficulté avec la direction de CHERUB, étant donné qu'il s'en est pris à un jeune agent sans raison valable . Quand il se rend compte de sa gaffe, ses amis et sa petite amie Kerry s'éloignent alors de lui. Il est envoyé dans un quartier défavorisé de Londres afin d'enquêter sur d'obscures activités d'un petit truand local.
Mais cette mission de moindre envergure mettra bientôt au jour un complot criminel d'une ampleur inattendue...